# Antonio Pasagali Lobo
Antonio Pasagali Lobo (Segòvia, 5 de febrer 1890 - Ciutat de Mèxic, 3 de març de 1951) va ser un professor espanyol, un dels principals dirigents socialistes de Jaén durant la II República Espanyola, diputat i responsable de la Secretària Internacional del PSOE.
Estudià Magisteri a Segòvia (1905) i Madrid (1907). En 1913 fou destinat com a inspector d'ensenyament a Pontevedra i després a Jaén, on fou professor de Ciències i director de l'Escola Normal de Magisteri de Jaén de 1933 a 1939. Fou escollit regidor de Jaén a les eleccions municipals espanyoles de 1931 pel Partit Republicà Radical Socialista però quan aquest s'integra a Izquierda Republicana va ingressar a l'agrupació socialista de Jaén del PSOE en 1933, partit al que va donar suport a les eleccions generals espanyoles de 1933. En 1934 va ingressar en la Societat d'Oficis Varis de la UGT. Aquell mateix any fou empresonat per participar en la revolució de 1934.
En les eleccions generals espanyoles de 1936 va ser elegit diputat per la circumscripció de Jaén amb 136.854 vots d'un total 274.114 votants, sobre un cens de 359.482 electors, resultant el setè candidat més votat després de Bernardo Giner de los Ríos García. Durant la guerra civil espanyola va estar al capdavant del Comitè Directiu del Banco Popular de las Previsiones del Porvenir i en acabar la guerra va ser nomenat encarregat de la Secretària Internacional del PSOE.
S'exilià primer a França i després a Mèxic, on hi arribà a bord del Nyassa. Va treballar com a professor de matemàtiques de l'Instituto Luis Vives. El 1946 li fou retirat el carnet del PSOE juntament amb Juan Negrín i 30 correligionaris més. El 24 d'octubre de 2009 va ser rehabilitat com a membre del Partit Socialista Obrer Espanyol.